# 王問 (嘉靖進士)
王問（1497年—1576年），字子裕，號仲山，直隸常州府無錫縣人，明朝政治人物。

## 生平
九歲能詩文。弘治十年（1497年）生。曾從邵寶游。正德十四年（1519年），應天府鄉試第二十八名舉人，嘉靖十一年壬辰科会试中式第七十六名，未殿试，十七年（1538年）戊戌科二甲十八名进士。授戶部主事，監徐州倉，后改任南京兵部職方主事，遷車駕郎中、廣東僉事。嘉靖二十七年，赴任行至桐江（今浙江桐庐县），因思念老父，弃官回无锡，终养其父，遂不再出仕，隐居於湖滨宝界山。三十年不入城市。工诗文、书画。嘉靖三十三年同秦翰、顾可久、华察、王瑛等組成碧山吟社。萬曆四年（1576年）去世，年八十，門人私諡曰文靜先生。

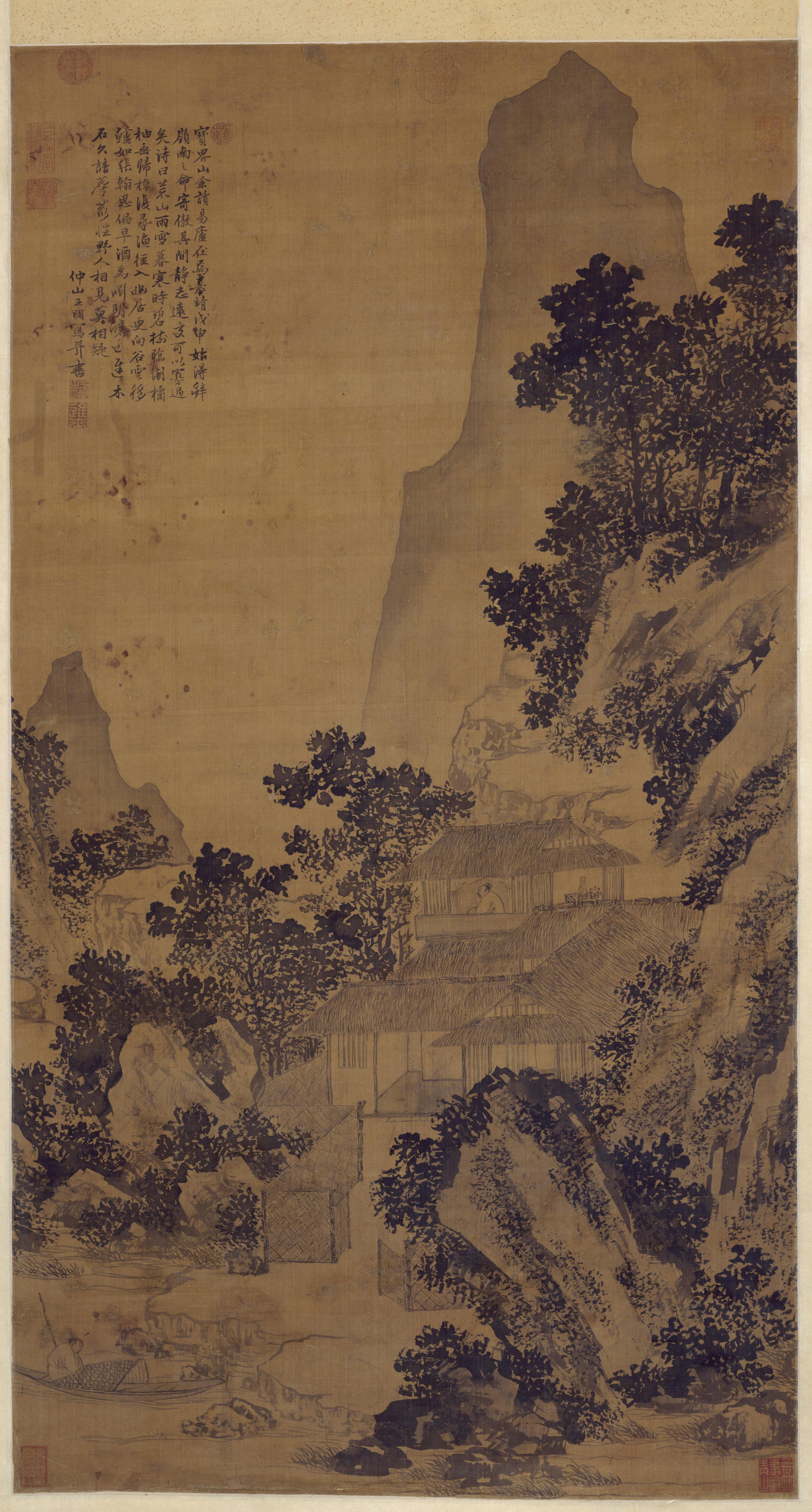
王问绘《隐宝界山图》（北京故宫博物院藏）

## 家族
曾祖王經；祖父王宗，曾任壽官；父王澤，曾封戶部主事。母錢氏（封安人）。具庆下。兄王召，州同知、前户部员外郎。弟王咨。子王鑑，己未会试中式，乙丑廷试二甲十六名，太仆寺卿，前吏部稽勲司郎中。孫王大义，监生；王大道，监生；王大益，己卯举人；任福建漳州府推官。曾孙王国儒，生员；王国佐，礼部冠帶儒士；王国俊，生员；王国傑，监生；王国岳。